# Wer ist wer?
Wer ist wer? Das deutsche Who’s Who est un lexique de personnes qui est publié pour la première fois en 1905 sous le titre Wer ist’s?. L'éditeur indiquait : « Il s'agit de l'équivalent allemand du Who's Who en anglais, fondé en 1847 » ; cependant, il n'y a aucun lien. L'édition 2013/2014 contient environ 25 000 courtes biographies. Le dernier numéro est publié en 2015. En février 2017, le site weristwer.de est mis hors ligne.
Il existe également sous ce nom des prestataires qui demandent plusieurs centaines d'euros pour l'inscription dans un dictionnaire de personnes, sans être tenus de respecter des délais de publication effectifs

## Histoire
L'ouvrage de référence est publié en 1905 par Herrmann A. L. Degener sous le titre Wer ist’s? Zeitgenossenlexikon. D'autres éditions paraissent, la neuvième en 1928 à l'époque de la République de Weimar. La dixième édition est publiée en 1935 à l'époque national-socialiste.
Après la Seconde Guerre mondiale, une autre édition est publiée en 1948 sous le titre actuel Wer ist wer? En 1951, Walter Habel reprend la direction éditoriale. L'éditeur est la maison d'édition Arani (de) à Berlin jusqu'à la seizième édition (1970), puis la Societäts-Verlag (de) à Francfort-sur-le-Main jusqu'à la dix-neuvième édition (1977). Depuis 1979, Wer ist wer ? est publié par Schmidt-Römhild (de) à Lübeck.
La 49e édition est publiée en 2010. Elle contient environ 30.000 courtes biographies et quelque 1.800 portraits. Y sont inscrites des personnalités publiques vivantes qui, selon la rédaction, "ont accompli des performances remarquables et sont devenues ainsi célèbres". En 2011, l'édition anniversaire (50e édition) est publiée ; elle contient environ 25.000 courtes biographies avec environ 1.300 photos-portraits. L'édition 2015/16, livrée en 2015, est restée la dernière. En 2017, le site www.weristwer.de, qui fait partie de l'ouvrage, est mis hors ligne.
L'œuvre est également disponible sur CD-ROM et peut être téléchargée sur Internet moyennant des frais.

## Admission
Selon la maison d'édition, l'admission dans Wer ist Wer ? ne peut pas être achetée. Seules les personnalités connues pour leurs "performances remarquables" sont acceptées, sur la base d'un catalogue de critères très complet. La publication est gratuite ; toutefois, pour la reproduction de photos-portraits, "un remboursement des frais de 19 euros par photo pour le traitement des images est demandé".

## Contenu
Dans Wer ist wer?  on trouve les courtes biographies de personnes dans les domaines suivants :
- Gouvernements et parlements fédéraux et étatiques
- Autorités, administrations et institutions
- Partis, organisations politiques et syndicats
- Représentations diplomatiques et consulaires
- Économie et industrie
- Justice
- Associations et organisations
- Recherche et science
- Universités et collèges
- Médecine
- Religion
- Culture
- Littérature et journalisme
- Sports
- Divertissement
- Professions libérales

En complément, il y a un aperçu des plus hautes autorités du gouvernement fédéral et des Länder ainsi que la représentation en couleur des ordres de mérite de la République fédérale d'Allemagne. En outre, on y trouve des gadgets statistiques tels qu'une liste des anniversaires avec des indications sur le signe du zodiaque dans lequel la plupart des personnes sont nées, les anniversaires les plus fréquents et qui est la personne inscrite la plus jeune et la plus âgée.